# Rokushū Mizufune
Rokushū Mizufune (水船 六洲, Mizufune Rokushū) est un peintre japonais du XXe siècle, né en 1912 dans la préfecture de Hiroshima et mort en 1980.

## Biographie
Rokushū Mizufune est un sculpteur, graveur avec une forte tendance à l'abstrait. En 1936, il sort diplômé en sculpture de l'École des beaux-arts de Tokyo. Il poursuit cette activité, en pratiquant parallèlement la gravure sur bois.
Il expose ses sculptures dans les Salons organisés par le Ministère de l'Éducation et par l'Académie des Beaux-Arts. Graveur, il est l'un des cofondateurs, en 1937, de l'Association pour la Formation à la Gravure. À partir de 1960, il participe aux Biennales Internationales de l’estampe de Tokyo. Il présente aussi ses œuvres dans quelques expositions personnelles et il est membre de l’Association Japonaise de Gravure. Ses gravures abstraites sont hautes en couleur.